# Richard Trinkler
Richard Trinkler (Sirnach, Turgòvia, 22 d'agost de 1950) és un ciclista suís, ja retirat, que fou professional entre 1987 i 1989.
Els seus millors resultats destaquen quan era amateur, destacant la medalla de plata als Jocs Olímpics de Los Angeles de 1984. També disputà els Jocs de Montreal de 1976 i els de Moscou de 1980. Com a professional destaca la victòria a la Volta a Luxemburg de 1988.

## Palmarès
- 1978
  - 1r a l'Internationales Ernst-Sachs-Gedächtnis-Rennen
- 1979
  -  Campió de Suïssa amateur en ruta
  - 1r al Gran Premi Guillem Tell i vencedor de 2 etapes
  - 1r a l'Internationales Ernst-Sachs-Gedächtnis-Rennen
- 1980
  - Vencedor de 2 etapes a la Volta a Àustria
  - Vencedor d'una etapa al Gran Premi Guillem Tell
- 1983
  - 1r al Gran Premi Guillem Tell
  - 1r al Giro del Mendrisiotto
  - 1r al Schynberg Rundfahrt
  - Vencedor de 2 etapes al Cinturó a Mallorca
  - Vencedor d'una etapa a la Coors Classic
- 1984
  -  Medalla de plata als Jocs Olímpics de Los Angeles an la prova contrarellotge per equips (amb Alfred Achermann, Laurent Vial i Benno Wiss)
  - Vencedor d'una etapa a la Volta a Àustria
- 1985
  - Vencedor d'una etapa a la Volta a Àustria
- 1988
  - 1r a la Volta a Luxemburg i vencedor d'una etapa
  - 1r al Gran Premi de Brissago

### Resultats al Giro d'Itàlia
- 1987. 61è de la classificació general